# Скијатос (град)
Скијатос (грч. Σκιάθος []) град је у средишњој Грчкој и највеће је насеље истоименог острва Скијатос, које припада острвљу и Округу Споради у периферији Тесалија.

## Природни услови
Скијатос се налази у средишњем делу грчке државе. Град је смештен у источном делу истоименог острва, на месту где је острво највише изложено Егејском мору. Северозападно од града се стрмо издиже средишња планина острва, а западно се пружа јужна обала острва, која је боље насељена.
Клима у Скијатосу је средоземна, са жарким и дугим летима и благим и кишовитим зимама.

## Становништво
| 1991. | 2001. | 2011. |
| ----- | ----- | ----- |
| 4,211 | 4,843 | 4,883 |

Данашњи град има око 5.000 становника или око 80% острвског становништва.
Становници Коса су махом етнички Грци. Број становника лети се значајно повећава доласком туриста, било домаћих или страних.

## Збирка слика
- Поглед на град Скијатос са брда
- Градска лука
- Уска улица старог дела града
- Главна градска црква